# USS Independence (LCS-2)
Pour les autres navires du même nom, voir USS Independence.
L'USS Independence (LCS-2) est un prototype de frégate légère à coque trimaran, furtive et modulaire, concourant pour le programme Littoral combat ship de l'US Navy.
 L’Independence est construit par un consortium réunissant Austal, General Dynamics et le chantier naval Bath Iron Works. L’Independence a effectué ses premiers essais à la mer le 12 juillet 2009 et quitté le service le 29 juillet 2021.

## Historique
En mars 2011, en dépassant les 50 nœuds, le USS Independence a battu le record de vitesse des bâtiments de combat de plus de 2 500 tonnes. Le précédent record était détenu depuis 1935 par le contre-torpilleur français Le Terrible de la classe Le Fantasque, à 45 nœuds.
Il ne faut que quatre mécaniciens pour s'occuper des deux turbines à gaz.

## Galerie

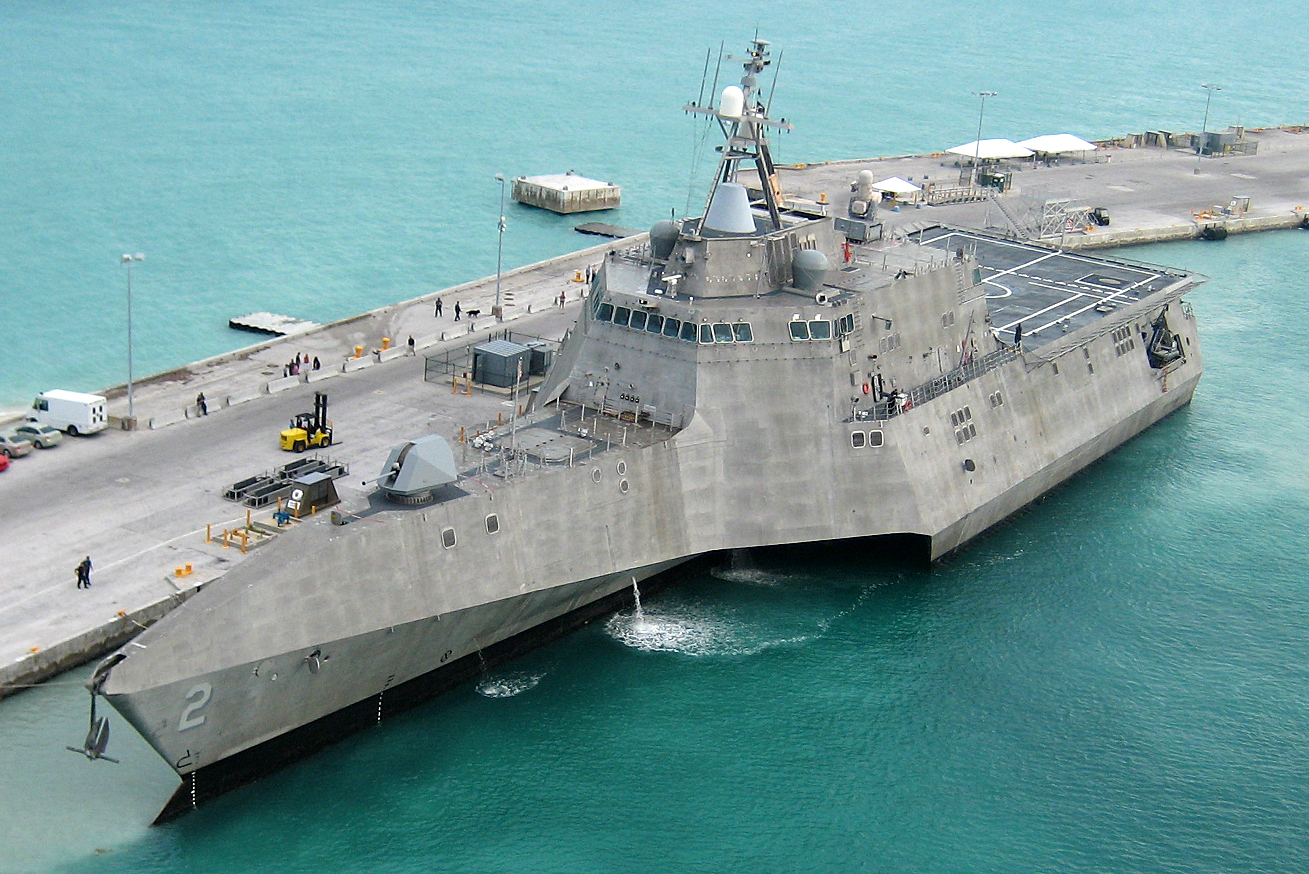
Vue de trois quarts avant de USS Independence (LCS 2).
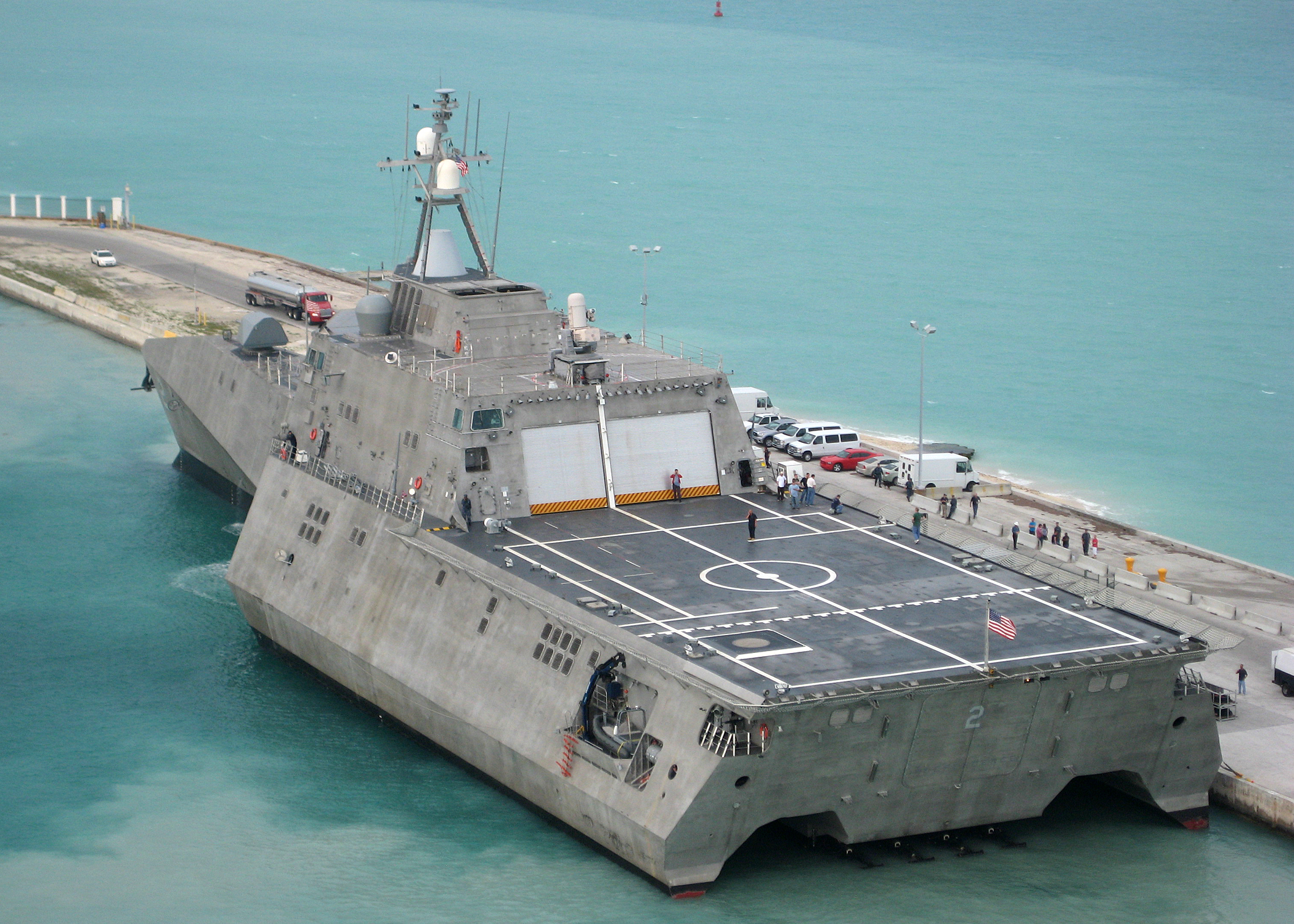
La plateforme pour hélicoptères dominant l'arrière de l'USS Indépendance.
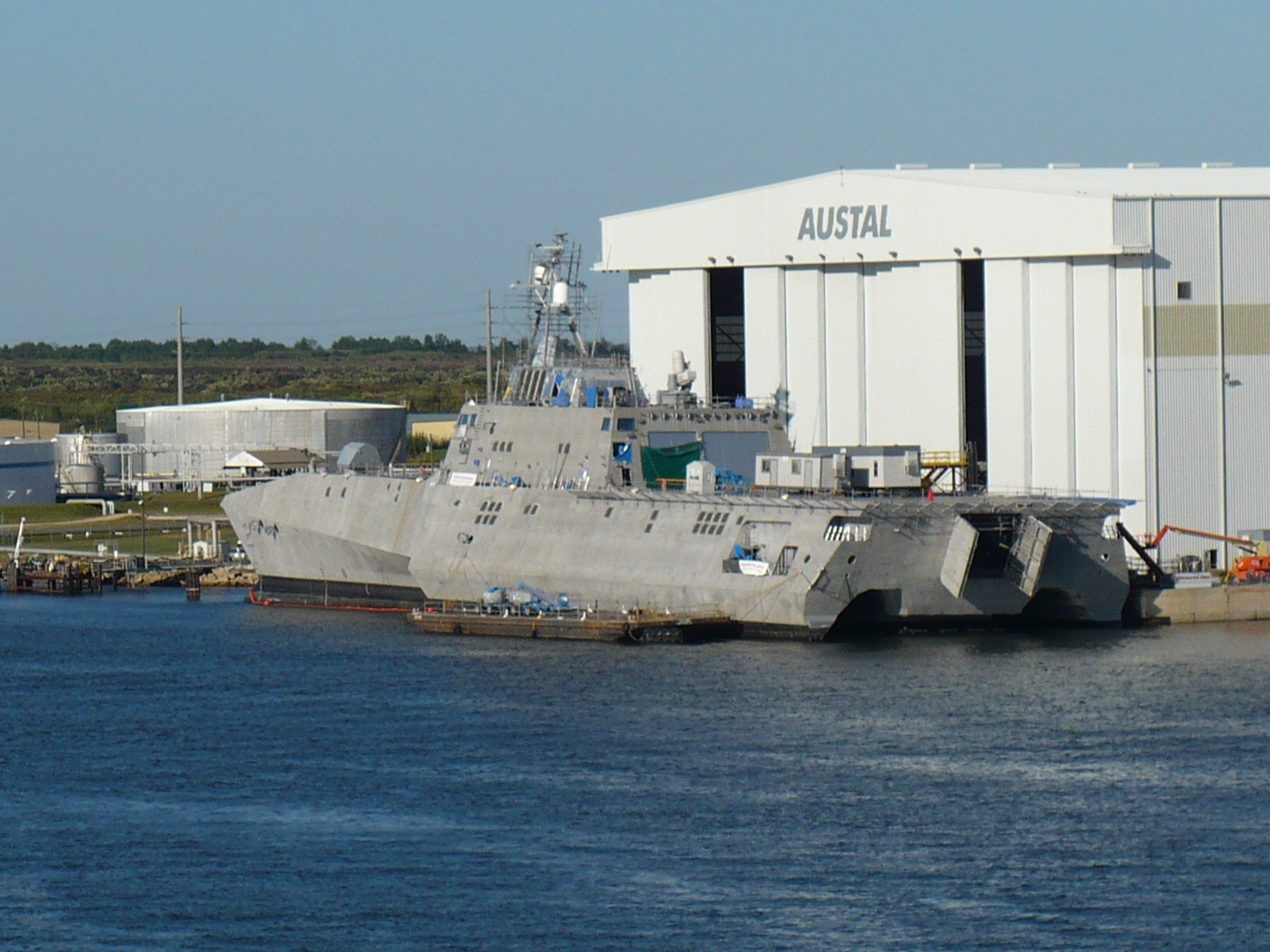
Vue arrière de l'USS Independence (LCS-2) aux chantiers USA Austal de Mobile, en Alabama.
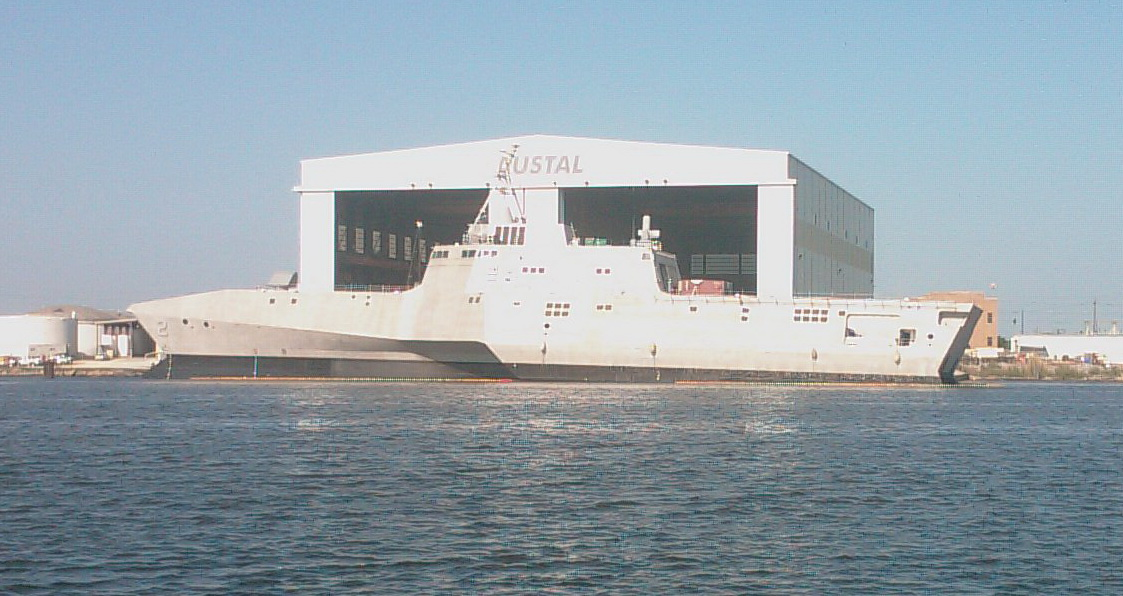
Vue de côté de l'USS Independence (LCS-2).
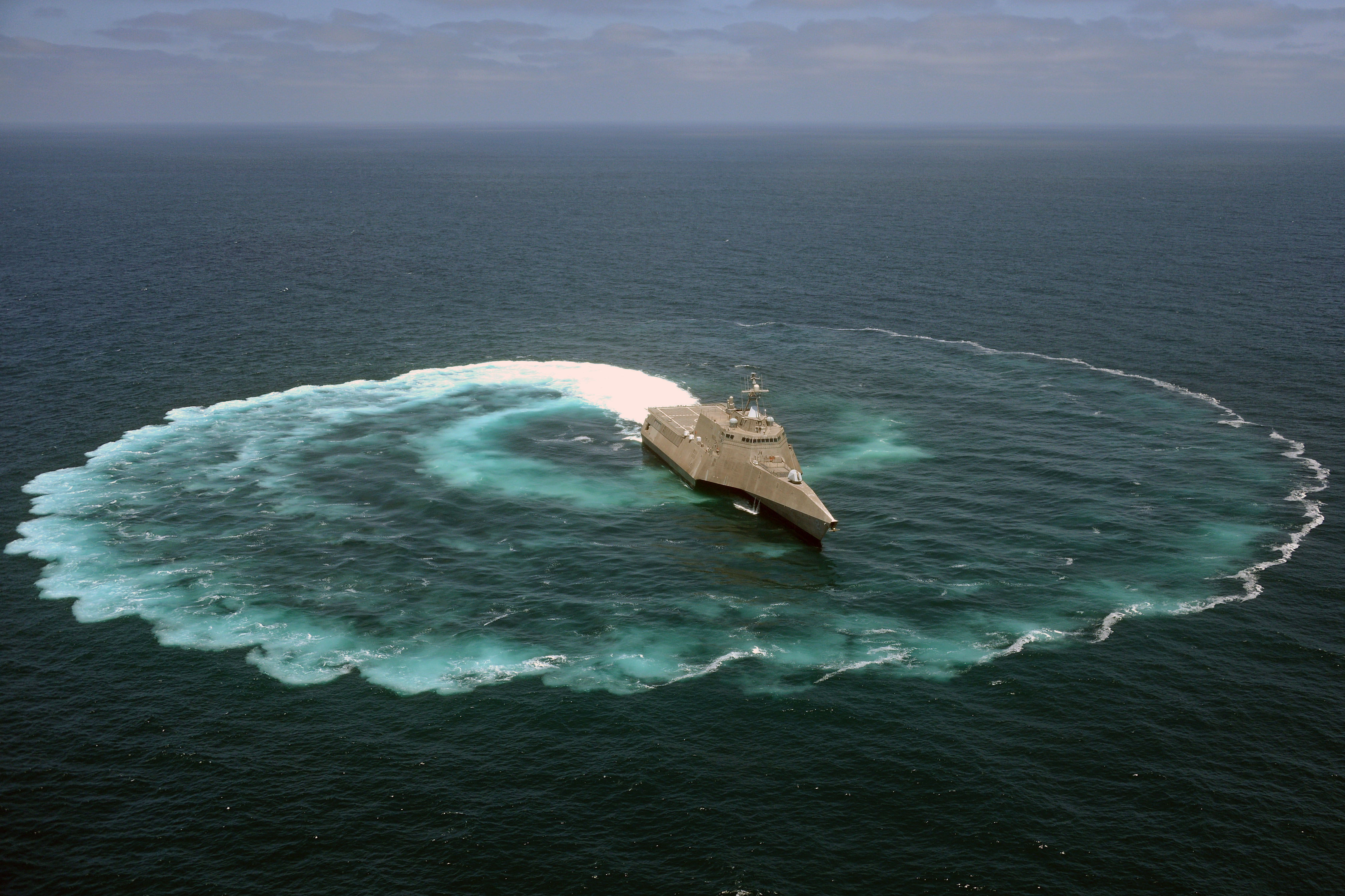
L'USS Independance (LCS-2) effectuant un demi-tour rapide.